# Екатериновка (Красноярский край)
Екатериновка — село  в Идринском районе Красноярского края , административный центр  Екатерининского сельсовета.

## География
Село расположено в пойме реки Хабык, на правом её притоке Жилой Каратуз, в подтаёжной лесостепи. Находится  примерно в  19 километрах по прямой на север от районного центра села Идринское.

## Климат
Климат резко - континентальный с холодной зимой и жарким летом, суровый, с большими годовыми и суточными амплитудами температуры. Максимальная высота снежного покрова 46 см. Среднемесячная температура января -21,1 ºС, июля +18,4 ºС. Продолжительность безморозного периода составляет 100 дней. Средняя дата последнего заморозка – 29 мая, первого заморозка – 7 сентября. Вегетационный период (с температурами выше +5ºС) длится 157 дней. Годовая сумма осадков составляет 387 мм, причем большая ее часть выпадает в теплый период года (81 % от годовой суммы).

## История
Основано оно было в 1846 году. По переписи 1926 года в поселении насчитывалось 246 дворов, численность населения составляла 1295 человек. Первоначальное название деревни - Пермячий Каратуз: название такое было дано переселенцами из Перми по речке Каратуз.

## Население
Постоянное население составляло 530 человек в 2002 году (96% русские),  429 в 2010.